# Morro Cabeça no Tempo
Morro Cabeça no Tempo är en kommun i Brasilien.   Den ligger i delstaten Piauí, i den östra delen av landet, 800 km nordost om huvudstaden Brasília. Antalet invånare är 4 068.
Omgivningarna runt Morro Cabeça no Tempo är huvudsakligen savann. Runt Morro Cabeça no Tempo är det mycket glesbefolkat, med 2 invånare per kvadratkilometer.